# Castle Frome
Castle Frome – wieś i civil parish w Anglii, w hrabstwie Herefordshire. W 2001 civil parish liczyła 97 mieszkańców. Castle Frome jest wspomniana w Domesday Book (1086) jako Brismerfrum.